# Avize
Ne doit pas être confondu avec Avise, Aviz ou Avis.
Avize est une commune française, située dans le département de la Marne en région Grand Est.

## Géographie

### Description
Avize est située au pied de la côte des Blancs, qui prend ici le nom de « montagne d'Avize ». Ce plateau peu fertile est recouvert par le bois d'Avize, au-dessus de 225 m d'altitude. L'est de la commune, au-delà de la route départementale 9, appartient à la plaine de la Champagne crayeuse.

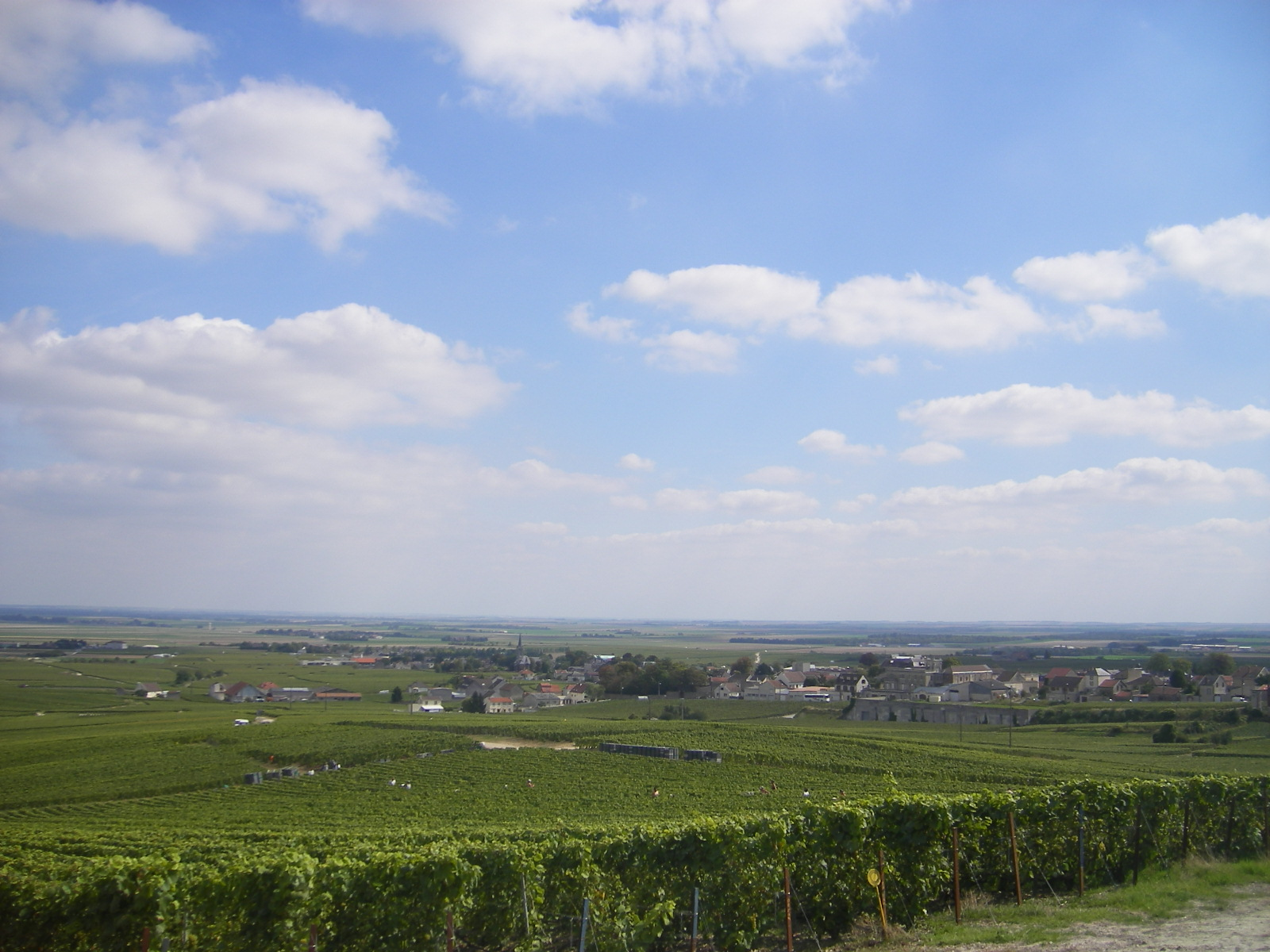
Avize et le vignoble.
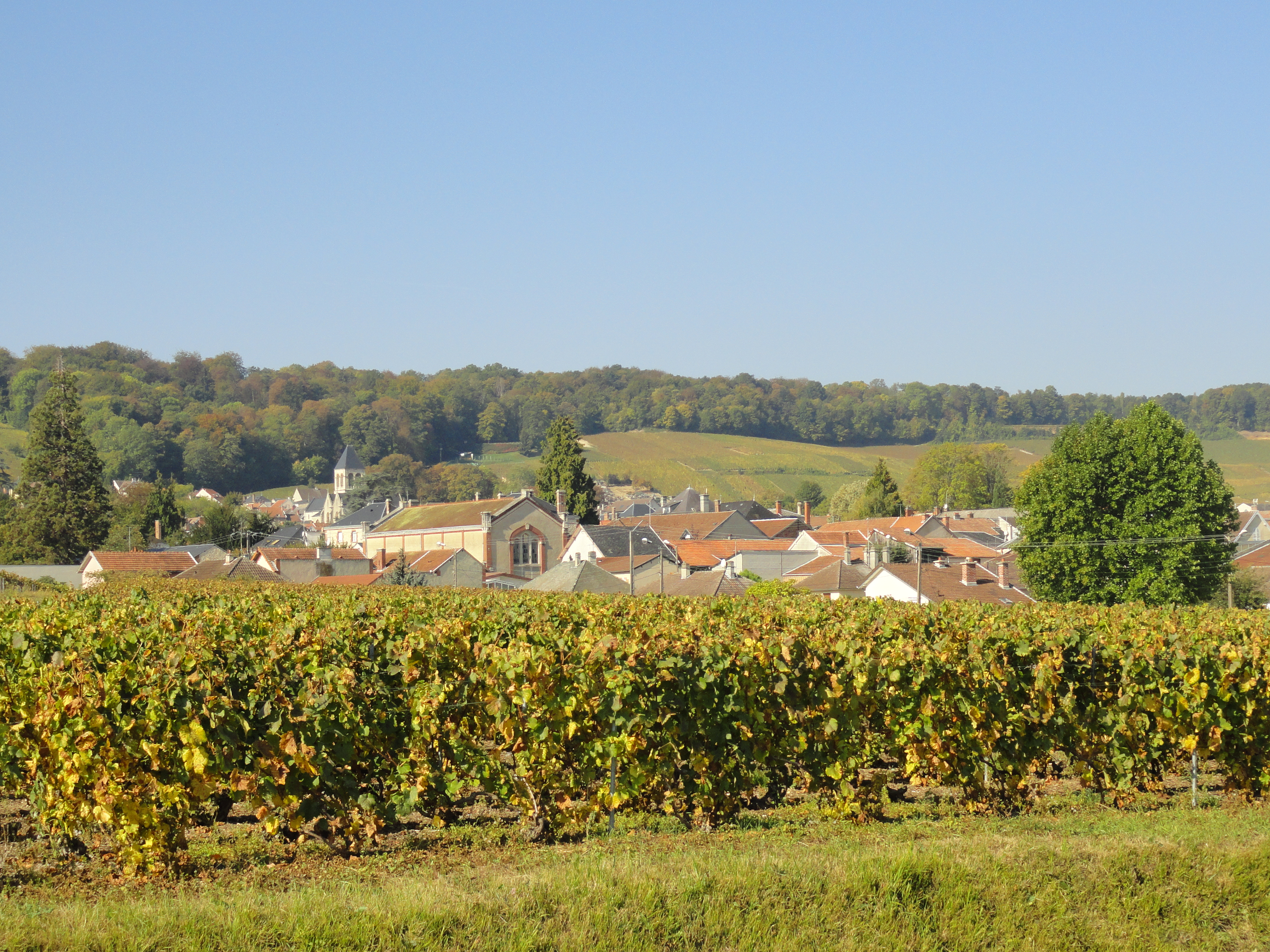
Vue du centre d'Avize depuis le vignoble.

### Communes limitrophes
Les communes limitrophes sont Cramant, Flavigny, Grauves, Oiry et Blancs-Coteaux.
|         | Cramant | Oiry     |
| Grauves | Avize   | Flavigny |
|         | Oger    |          |

### Hydrographie
La commune est dans la région hydrographique « la Seine de sa source au confluent de l'Oise (exclu) » au sein du bassin Seine-Normandie. Elle est drainée par le Darcy,.

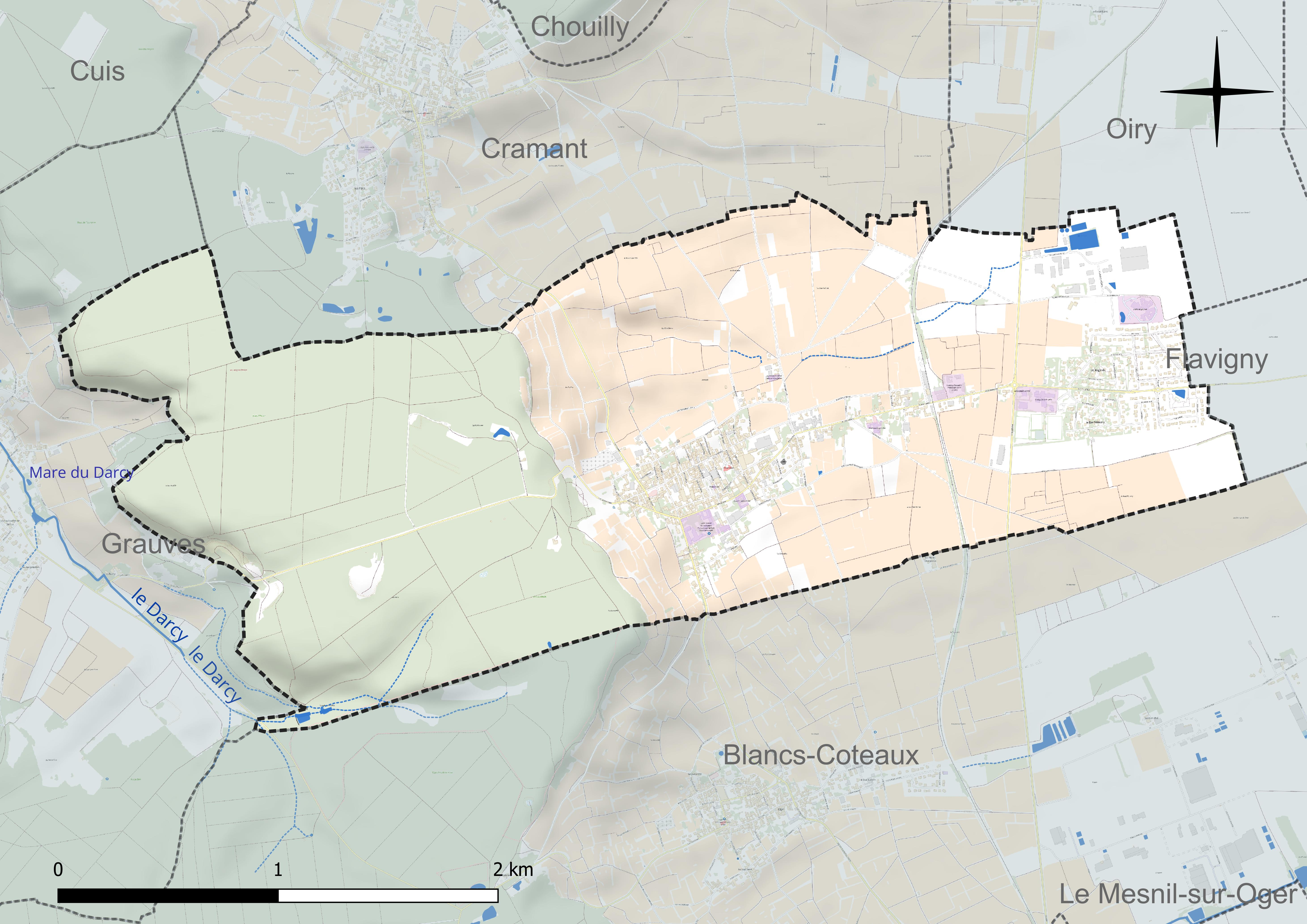
Réseau hydrographique d'Avize.

### Climat
Pour des articles plus généraux, voir Climat du Grand Est et Climat de la Marne.
En 2010, le climat de la commune est de type climat océanique dégradé des plaines du Centre et du Nord, selon une étude du Centre national de la recherche scientifique s'appuyant sur une série de données couvrant la période 1971-2000. En 2020, Météo-France publie une typologie des climats de la France métropolitaine dans laquelle la commune est exposée à un climat océanique altéré et est dans la région climatique Nord-est du bassin Parisien, caractérisée par un ensoleillement médiocre, une pluviométrie moyenne régulièrement répartie au cours de l’année et un hiver froid (3 °C).
Pour la période 1971-2000, la température annuelle moyenne est de 10,7 °C, avec une amplitude thermique annuelle de 16,4 °C. Le cumul annuel moyen de précipitations est de 720 mm, avec 11,2 jours de précipitations en janvier et 8,1 jours en juillet. Pour la période 1991-2020, la température moyenne annuelle observée sur la station météorologique de Météo-France la plus proche, « Chouilly », sur la commune de Chouilly à 6 km à vol d'oiseau, est de 11,4 °C et le cumul annuel moyen de précipitations est de 668,9 mm. 
La température maximale relevée sur cette station est de 40,3 °C, atteinte le 25 juillet 2019 ; la température minimale est de −12,3 °C, atteinte le 5 février 2012,,.
Les paramètres climatiques de la commune ont été estimés pour le milieu du siècle (2041-2070) selon différents scénarios d'émission de gaz à effet de serre à partir des nouvelles projections climatiques de référence DRIAS-2020. Ils sont consultables sur un site dédié publié par Météo-France en novembre 2022.

## Urbanisme

### Typologie
Au 1er janvier 2024, Avize est catégorisée bourg rural, selon la nouvelle grille communale de densité à sept niveaux définie par l'Insee en 2022.
Elle est située hors unité urbaine. Par ailleurs la commune fait partie de l'aire d'attraction d'Épernay, dont elle est une commune de la couronne,. Cette aire, qui regroupe 44 communes, est catégorisée dans les aires de 50 000 à moins de 200 000 habitants,.

### Occupation des sols

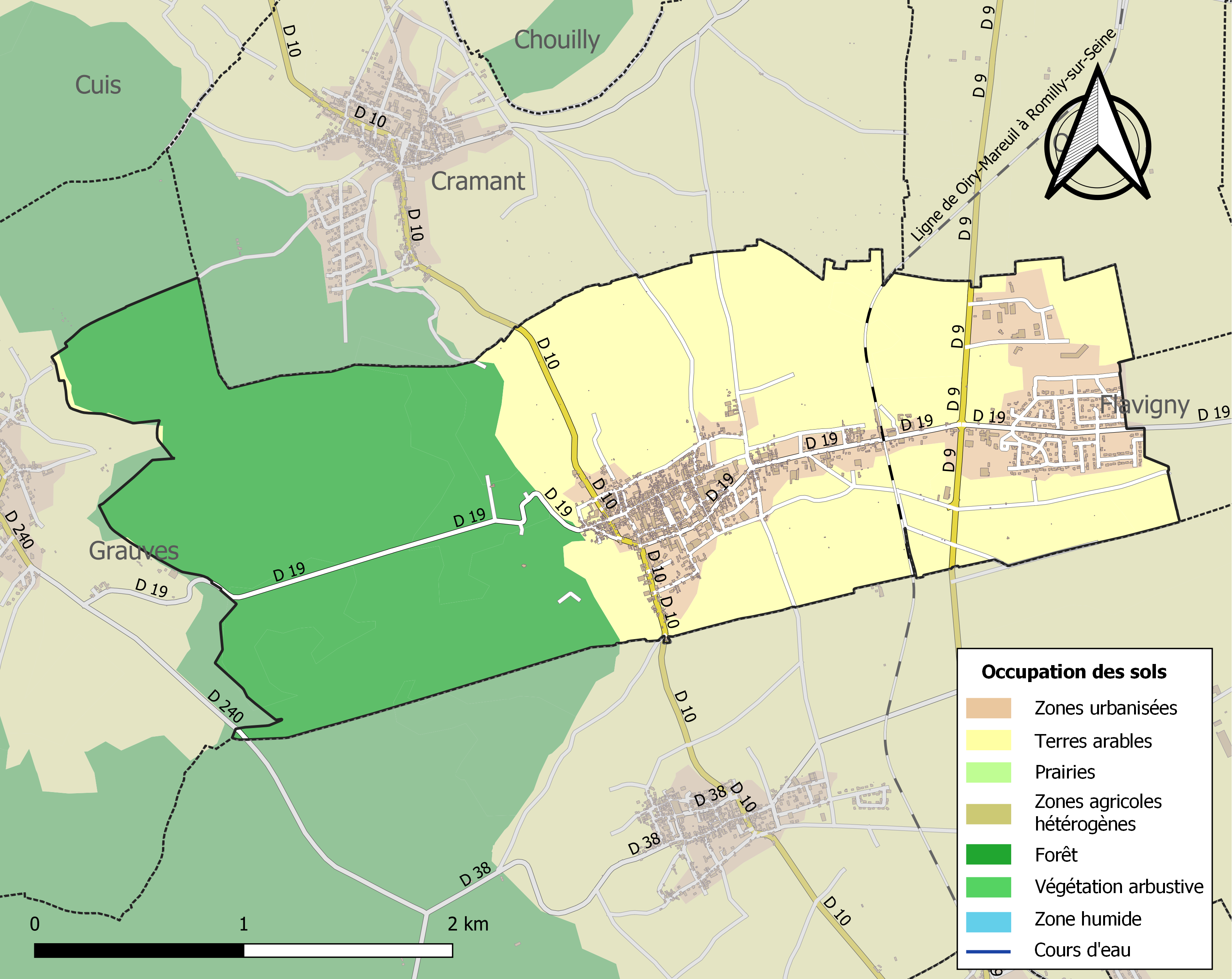
Carte des infrastructures et de l'occupation des sols de la commune en 2018 (CLC).

L'occupation des sols de la commune, telle qu'elle ressort de la base de données européenne d’occupation biophysique des sols Corine Land Cover (CLC), est marquée par l'importance des territoires agricoles (44,6 % en 2018), en diminution par rapport à 1990 (49,1 %). La répartition détaillée en 2018 est la suivante : 
forêts (40,8 %), cultures permanentes (37,1 %), zones urbanisées (14,5 %), terres arables (7,6 %). L'évolution de l’occupation des sols de la commune et de ses infrastructures peut être observée sur les différentes représentations cartographiques du territoire : la carte de Cassini (XVIIIe siècle), la carte d'état-major (1820-1866) et les cartes ou photos aériennes de l'IGN pour la période actuelle (1950 à aujourd'hui).

### Habitat et logement
En 2018, le nombre total de logements dans la commune était de 880, alors qu'il était de 855 en 2013 et de 744 en 2008.
Parmi ces logements, 84 % étaient des résidences principales, 4,6 % des résidences secondaires et 11,4 % des logements vacants. Ces logements étaient pour 80,1 % d'entre eux des maisons individuelles et pour 18,9 % des appartements.
Le tableau ci-dessous présente la typologie des logements à Avize en 2018 en comparaison avec celle de la Marne et de la France entière. Une caractéristique marquante du parc de logements est ainsi une proportion de résidences secondaires et logements occasionnels (4,6 %) supérieure à celle du département (2,9 %) mais inférieure à celle de la France entière (9,7 %). Concernant le statut d'occupation de ces logements, 69,5 % des habitants de la commune sont propriétaires de leur logement (66,5 % en 2013), contre 51,7 % pour la Marne et 57,5 % pour la France entière.
| Typologie                                               | Avize | Marne | France entière |
| ------------------------------------------------------- | ----- | ----- | -------------- |
| Résidences principales (en %)                           | 84    | 88,1  | 82,1           |
| Résidences secondaires et logements occasionnels (en %) | 4,6   | 2,9   | 9,7            |
| Logements vacants (en %)                                | 11,4  | 9     | 8,2            |

### Voies de communication et transports
En matière de transports en commun, Avize est desservie par la ligne 51R160 des cars Fluo Grand Est entre Fère-Champenoise et Épernay (arrêts Église-Lycée viticole et Remparts du midi). Membre de la communauté d'agglomération Épernay, Coteaux et Plaine de Champagne, la commune bénéficie également du service de transport à la demande (TAD) du réseau Mouvéo. L'arrêt Avize Château Desbordes se trouve sur la ligne A entre Épernay et Vertus, qui propose en 2025 deux allers et deux retours par jour (du lundi au samedi hors jours fériés).

## Toponymie
Le nom de la localité est attesté sous les formes Avizia (1172) ; Avysia (1200) ; Avise, Alisia (vers 1252) ; Avyse (vers 1274) ; Avisia (vers 1280) ; Advise (1641).

## Histoire

### Préhistoire
Le territoire d’Avize est fréquenté dès l’époque néolithique. En effet, en novembre 1942, un ouvrier creusant dans la craie d'une parcelle de vigne au lieu-dit les Dimaines, à la sortie du bourg en direction d'Oger, a découvert une caverne sépulcrale artificielle datant de la fin du Néolithique, orientée vers l'est. Sept crânes sont extraits de la grotte, dont six d'adultes et cinq de sexe masculin. Ils appartenaient à une population mésocéphale, dont le crâne est se caractérise par une « voûte plutôt haute, une face courte, des orbites très basses et un nez plutôt large », faisant probablement partie de la culture Seine-Oise-Marne. On y a par ailleurs retrouvé de nombreux outils : des amulettes en corne de cerf, des haches polies, des lames, des pointes de flèches ainsi que des éléments de colliers (vertèbres de poisson, coquillages…).

### Antiquité
Le site est occupé par les Gaulois puis par les Romains qui y établirent un camp d'observation.

### Époque contemporaine
Fin août, début septembre 1914, durant la Première Guerre mondiale, comme l'ensemble des communes de la Côte des blancs, la commune est traversée par les troupes françaises poursuivies par les troupes allemandes avant d'être une nouvelles fois traversée par les troupes allemandes en déroute, poursuivies par les forces françaises après la victoire de la Marne.

#### La gare et la catastrophe de juin 1918

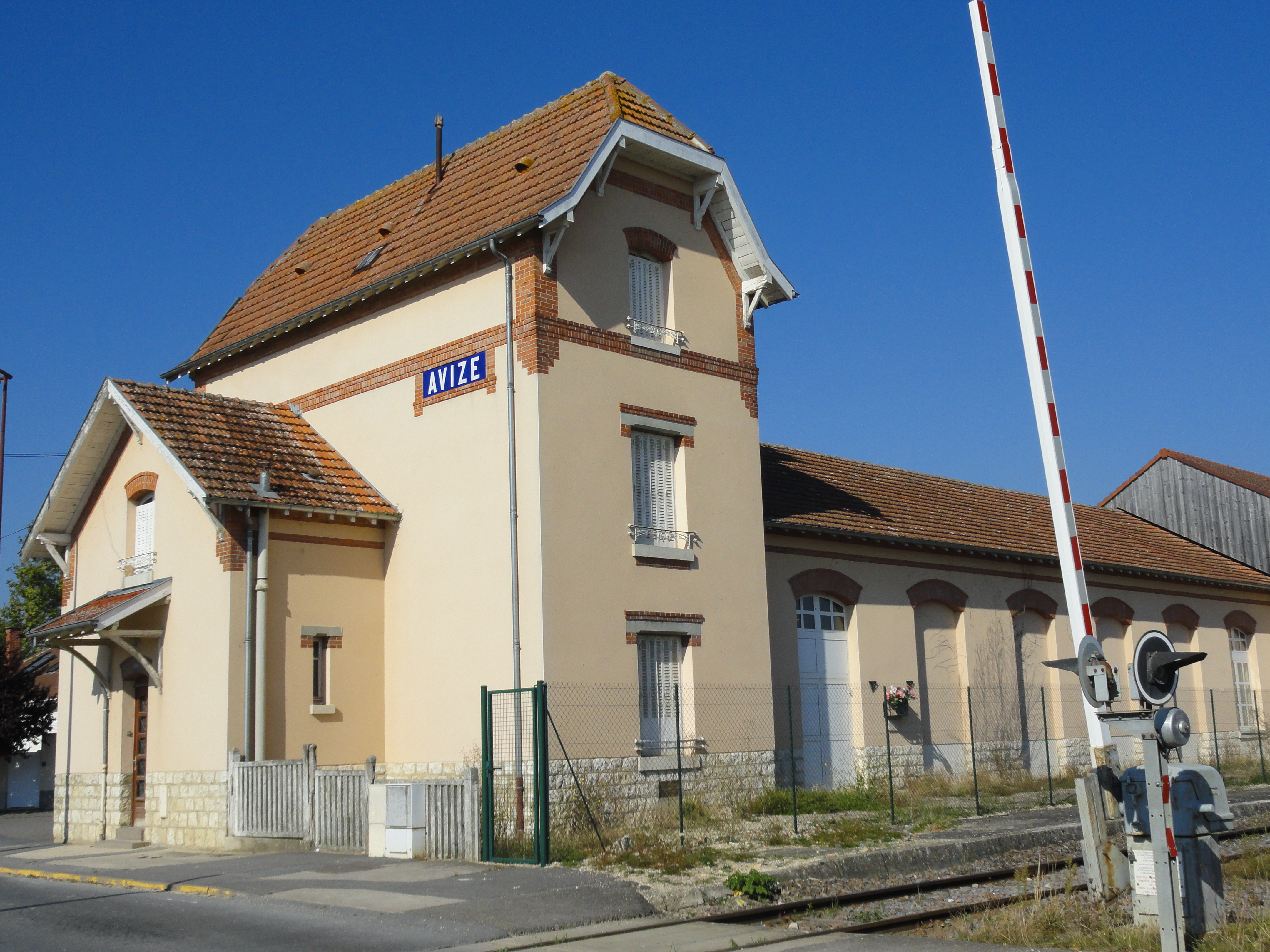
La gare construite après-guerre.

Le 12 août 1870 est mise en service une portion de la ligne de Oiry - Mareuil à Romilly-sur-Seine desservant Avize, qui se voit dotée d'une gare. La ligne a depuis été partiellement déclassée après avoir été fermée aux voyageurs en 1939 et 1940 et n'est plus utilisée que par les marchandises.[réf. nécessaire]
Le premier bâtiment, construit par la Société belge de chemins de fer, a été détruit durant la Première Guerre mondiale dans une explosion qui a également détruit tout le quartier de la gare. En juin 1918, à la suite d'une erreur, un train rempli de munitions a percuté un autre train arrêté en gare, un wagon chargé de cheddite a explosé, provoquant une onde de choc et un incendie qui coûta la vie à une vingtaine de personnes dont plusieurs habitants d'Avize.
Après le conflit, un nouveau bâtiment a été construit, ce dernier existe toujours et sert de commerce.

## Politique et administration

### Rattachements administratifs et électoraux

#### Rattachements administratifs
La commune se trouve  dans l'arrondissement d'Épernay du département de la Marne.
Elle était depuis 1793 le chef-lieu du canton d'Avize. Dans le cadre du redécoupage cantonal de 2014 en France, cette circonscription administrative territoriale a disparu, et le canton n'est plus qu'une circonscription électorale.

#### Rattachements électoraux
Pour les élections départementales, la commune fait partie depuis 2014 du canton d'Épernay-2
Pour l'élection des députés, elle fait partie de la cinquième circonscription de la Marne.

### Intercommunalité
Avize était membre depuis 2004 de la communauté de communes Épernay Pays de Champagne, un établissement public de coopération intercommunale (EPCI) à fiscalité propre créé en 2001 et auquel la commune avait transféré un certain nombre de ses compétences, dans les conditions déterminées par le code général des collectivités territoriales.
Dans le cadre des dispositions de la loi portant nouvelle organisation territoriale de la République du 7 août 2015, qui prévoit que les établissements publics de coopération intercommunale (EPCI) à fiscalité propre doivent avoir un minimum de 15 000 habitants, cette intercommunalité a fusionné avec sa voisine pour former, le 1er janvier 2017, la communauté  d'agglomération Épernay, Coteaux et Plaine de Champagne, dont est désormais membre la commune.

### Liste des maires

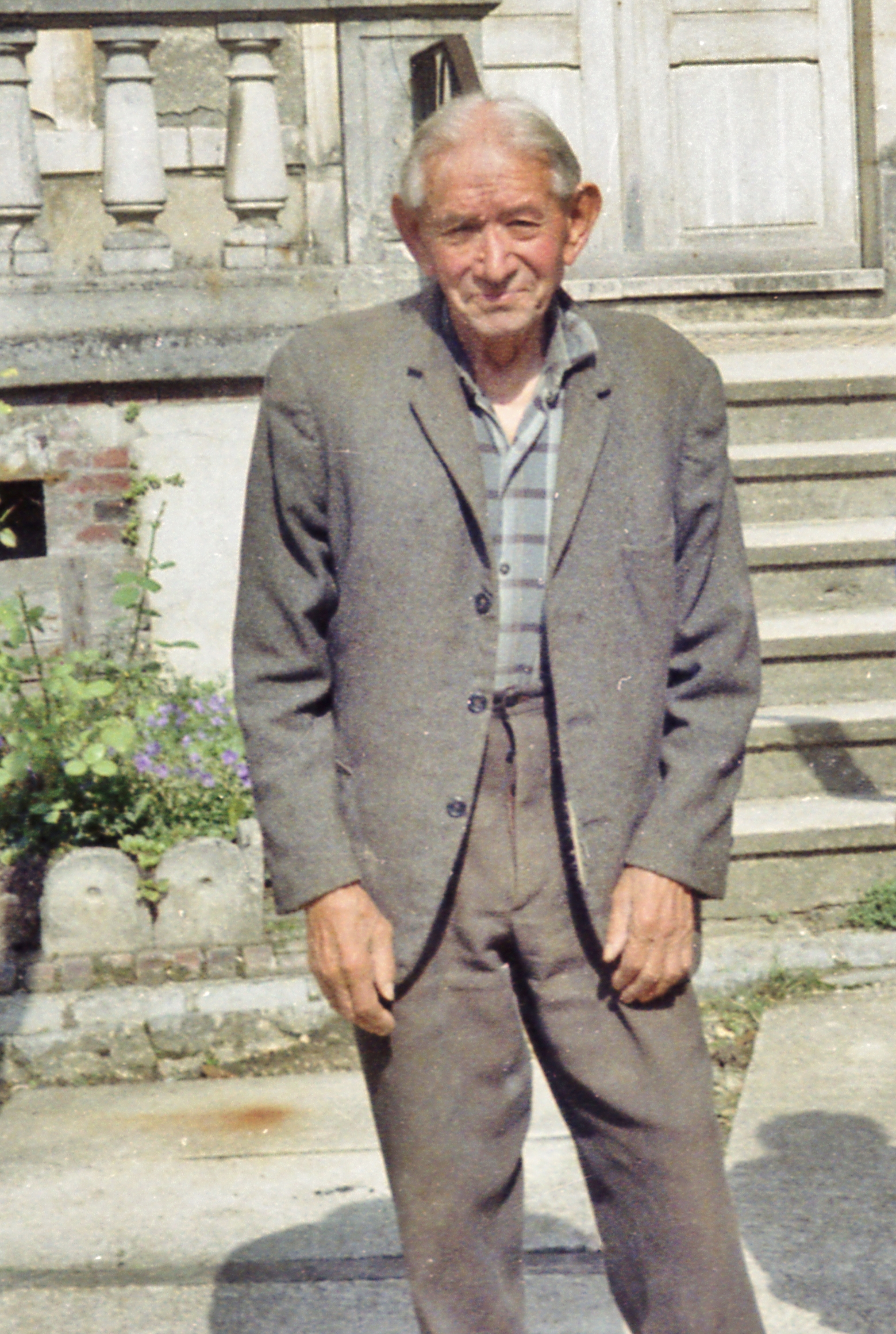
Georges Cattani,
maire de 1947 à 1959.

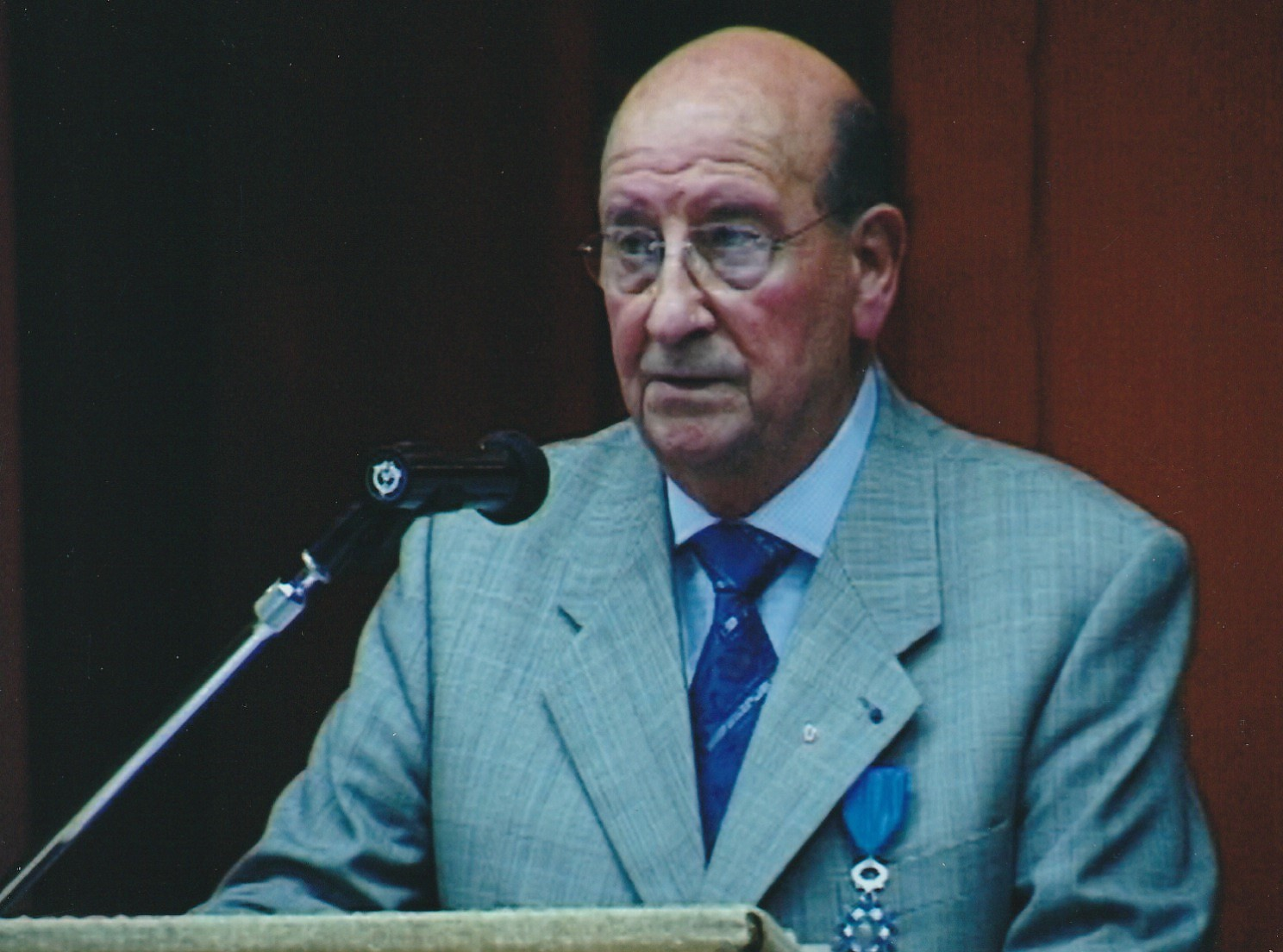
Pierre Callot Chevalier du Mérite National en 2004

| Période | Période                      | Identité        | Étiquette | Qualité                                                                   |
| ------- | ---------------------------- | --------------- | --------- | ------------------------------------------------------------------------- |
| 1944    | 1945                         | Georges Cattani |           |                                                                           |
| 1945    | 1947                         | A. Diot         |           |                                                                           |
| 1947    | 1959                         | Georges Cattani |           |                                                                           |
| 1959    | 1965                         | René Févre      |           |                                                                           |
| 1965    | 1999                         | Pierre Callot   | RPR       | Conseiller général d'Avize (1979 → 2004)[élu conseiller régional en 1982] |
| 1999    | 2008                         | Michel David    | UMP       |                                                                           |
| 2008    | 2014                         | André Tessier   |           |                                                                           |
| 2014    | En cours (au 4 juillet 2023) | Gilles Dulion   |           | Profession libérale Réélu pour le mandat 2020-2026                        |

## Équipements et services publics

### Eau et déchets
L'approvisionnement en eau potable et l'assainissement des eaux usées sont des compétences de la communauté d'agglomération Épernay Agglo Champagne, gérées par le biais de son service « Régie Eau et Assainissement » depuis le 1er janvier 2022. La commune d'Avize est alimentée en eau potable par plus de trois captages. Avize accueille une station d'épuration sur son territoire. L'assainissement collectif y est assuré en régie par la communauté d'agglomération.
La communauté d'agglomération est également compétente en matière de déchets. La collecte des ordures ménagères résiduelles, des déchets recyclables et des biodéchets est réalisée en porte à porte, par mise à disposition de trois bacs distincts. La communauté d'agglomération adhèrant au syndicat de valorisation des ordures ménagères de la Marne (SYVALOM), ces déchets sont amenés au centre de transfert départemental de Pierry puis valorisés sur le site de La Veuve. La collecte du verre et des textiles se fait en apport volontaire. La communauté d'agglomération met par ailleurs trois déchèteries à disposition de ses habitants : à Magenta, Pierry et Voipreux.

### Enseignement
Avize fait partie de l'académie de Reims (zone B).
La commune dispose d'une école primaire (maternelle et élémentaire). L'école primaire Le Petit Prince, située rue des Chapelles, est fréquentée par 177 élèves (chiffres 2024-2025). Les enfants d'Avize sont ensuite rattachés au collège Antoine de Saint-Exupéry, situé sur la commune, puis au lycée Stéphane-Hessel d'Épernay pour l'enseignement général et technologique.
Avize accueille par ailleurs le lycée viticole de la Champagne, l'un des plus grands lycées viticoles de France. Celui-ci ouvre en 1927, dans la maison et le parc arboré légués par la négociants en vin de Champagne Louise-Eugénie et Jules-Arthur Puisard en 1919,. Dans les années 1970, un CFA s'implante dans le bas d'Avize, rejoint par un CFPPA dans les décennies qui suivent,. Ces trois établissement sont réunis dans l'« Avize Viti Campus », qui propose des formations dans les domaines de l'agroéquipement, le commerce des vins et spiritueux, l’œnotourisme et la viticulture-œnologie. Le campus dispose de ses propres vignes, sur 10 hectures. En 2019, le lycée compte environ 300 étudiants, le CFA 250 apprentis et le CFPPA 1 200 à 1400 adultes en formation,.

### Postes et télécommunications

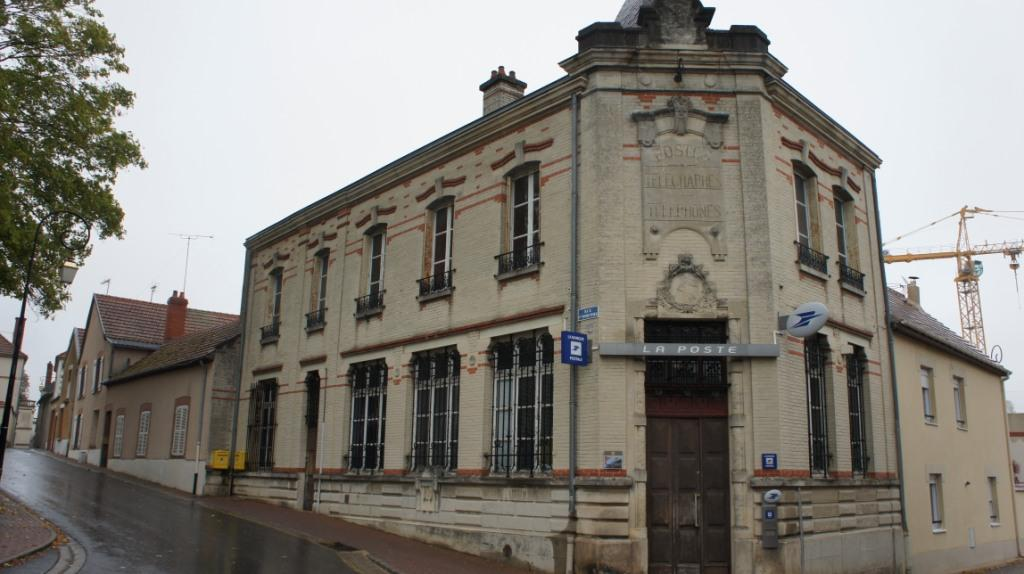
L'hôtel des postes d'Avize.

Avize dispose d'un bureau de poste, installé place Léon Bourgeois. Trois boîtes aux lettres de La Poste se trouvent par ailleurs sur le territoire communal : place Léon Bourgeois, rue Pasteur et avenue Jean Jaurès.

### Justice, sécurité et secours
Du point de vue judiciaire, Avize relève du conseil de prud'hommes d'Épernay, du tribunal de commerce de Reims, du tribunal de proximité, du tribunal judiciaire, du tribunal paritaire des baux ruraux et du tribunal pour enfants de Châlons-en-Champagne, dans le ressort de la cour d'appel de Reims. Pour le contentieux administratif, la commune dépend du tribunal administratif de Châlons-en-Champagne et de la cour administrative d'appel de Nancy.
Avize est située en secteur Gendarmerie nationale et dispose de sa propre brigade, qui couvre 17 communes.
En matière d'incendie et de secours, les casernes les plus proches sont celles d'Épernay et de Vertus, rattachées au Service départemental d'incendie et de secours (SDIS) de la Marne.

## Population et société

### Démographie
L'évolution du nombre d'habitants est connue à travers les recensements de la population effectués dans la commune depuis 1793. Pour les communes de moins de 10 000 habitants, une enquête de recensement portant sur toute la population est réalisée tous les cinq ans, les populations de référence des années intermédiaires étant quant à elles estimées par interpolation ou extrapolation. Pour la commune, le premier recensement exhaustif entrant dans le cadre du nouveau dispositif a été réalisé en 2007.

En 2022, la commune comptait 1 751 habitants, en évolution de −0,68 % par rapport à 2016 (Marne : −1,19 %, France hors Mayotte : +2,11 %).
| 1793  | 1800  | 1806  | 1821  | 1831  | 1836  | 1841  | 1846  | 1851  |
| ----- | ----- | ----- | ----- | ----- | ----- | ----- | ----- | ----- |
| 1 100 | 1 274 | 1 448 | 1 425 | 1 495 | 1 660 | 1 725 | 1 774 | 1 770 |

| 1856  | 1861  | 1866  | 1872  | 1876  | 1881  | 1886  | 1891  | 1896  |
| ----- | ----- | ----- | ----- | ----- | ----- | ----- | ----- | ----- |
| 1 693 | 1 874 | 1 914 | 1 992 | 2 155 | 2 238 | 2 415 | 2 445 | 2 652 |

| 1901  | 1906  | 1911  | 1921  | 1926  | 1931  | 1936  | 1946  | 1954  |
| ----- | ----- | ----- | ----- | ----- | ----- | ----- | ----- | ----- |
| 2 677 | 2 746 | 2 621 | 2 305 | 2 100 | 2 063 | 1 879 | 1 784 | 1 873 |

| 1962  | 1968  | 1975  | 1982  | 1990  | 1999  | 2006  | 2007  | 2012  |
| ----- | ----- | ----- | ----- | ----- | ----- | ----- | ----- | ----- |
| 1 888 | 1 980 | 1 696 | 1 836 | 1 680 | 1 619 | 1 625 | 1 615 | 1 791 |

| 2017  | 2022  | - | - | - | - | - | - | - |
| ----- | ----- | - | - | - | - | - | - | - |
| 1 740 | 1 751 | - | - | - | - | - | - | - |

### Sports et loisirs
En 1992, le championnat de France de cyclisme a lieu sur le territoire de la commune.

## Économie

### Viticulture
Située au cœur de la côte des Blancs, Avize est une commune qui possède de nombreux exploitants viticoles et de nombreuses maisons de Champagne. Sur les 1 800 habitants du village, 400 se déclarent exploitants viticoles et récoltent chaque année 3 350 tonnes du fameux raisin. Sa fermentation dans les 12 km de caves de la cité donne naissance au plus prestigieux des vins de Champagne : le blanc de blancs. Un trésor aux arômes d'orange et de pamplemousse qui a attiré à Avize les plus belles maisons : Moët et Chandon, Roederer et Veuve Clicquot. D'importantes maisons de champagne ont été fondées à Avize comme De Cazanove (1811), Koch (1820), Bricout ou De Saint-Gall (1966).

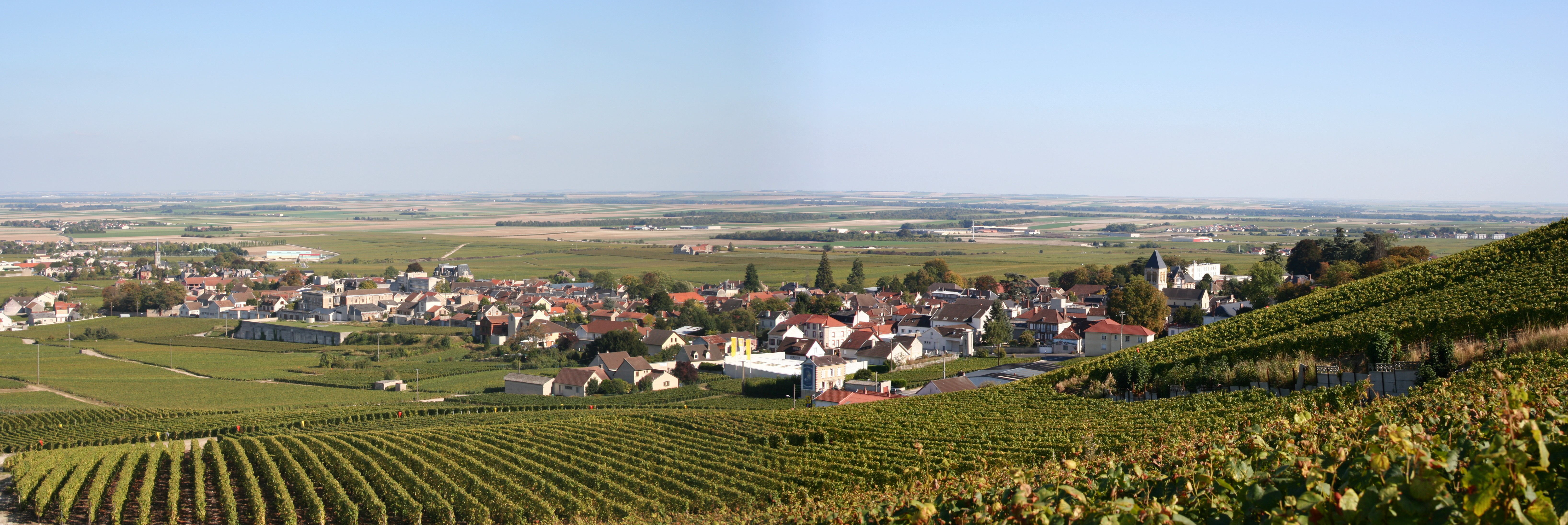
Vue panoramique du village depuis la Montagne d'Avize.

## Culture locale et patrimoine

### Lieux et monuments
La commune dénombre deux monuments historiques:
- Le menhir de Haute-Borne, également situé sur les communes de Cramant et Oiry, date du néolithique. Il est classé dès 1889[52].
- Le second monument historique avizois est une fontaine en grès, de style rococo[38]. Elle est l'œuvre du céramiste Alexandre Bigot. Datant de 1886, elle se trouve au sein du lycée viticole de la Champagne. Son classement remonte à 1961[53].

Parmi les autres principaux monuments on compte :
- l'église Saint-Nicolas et la chapelle de l'ancien hôpital Auger-Colin.
- Par ailleurs, une bouteille géante est nichée en amont d'Avize, sur la route de Grauves. Elle verse de l'eau représentant du champagne dans une coupe à la même échelle. Elle se situe au niveau d'un point de vue sur le village, le vignoble et la plaine de Champagne.
- Le château Desbordes est construit vers 1890 par Paul Desbordes, d'une grande famille de vignerons d'Avize. Paul Desbordes habita dans son château d'Avize jusqu'à sa mort en 1943, âgé de 81 ans et sa femme Cécile (née Loche) le suivant en 1949, à 83 ans. Le château Desbordes fut ensuite racheté par la municipalité d'Avize qui y installa le collège d'enseignement général, puis la Maison des Associations.
- L'ancienne gare d'Avize, fermée aux voyageurs et reconvertie en commerce, ainsi que les maisons alentour reconstruites après la catastrophe de juin 1918.

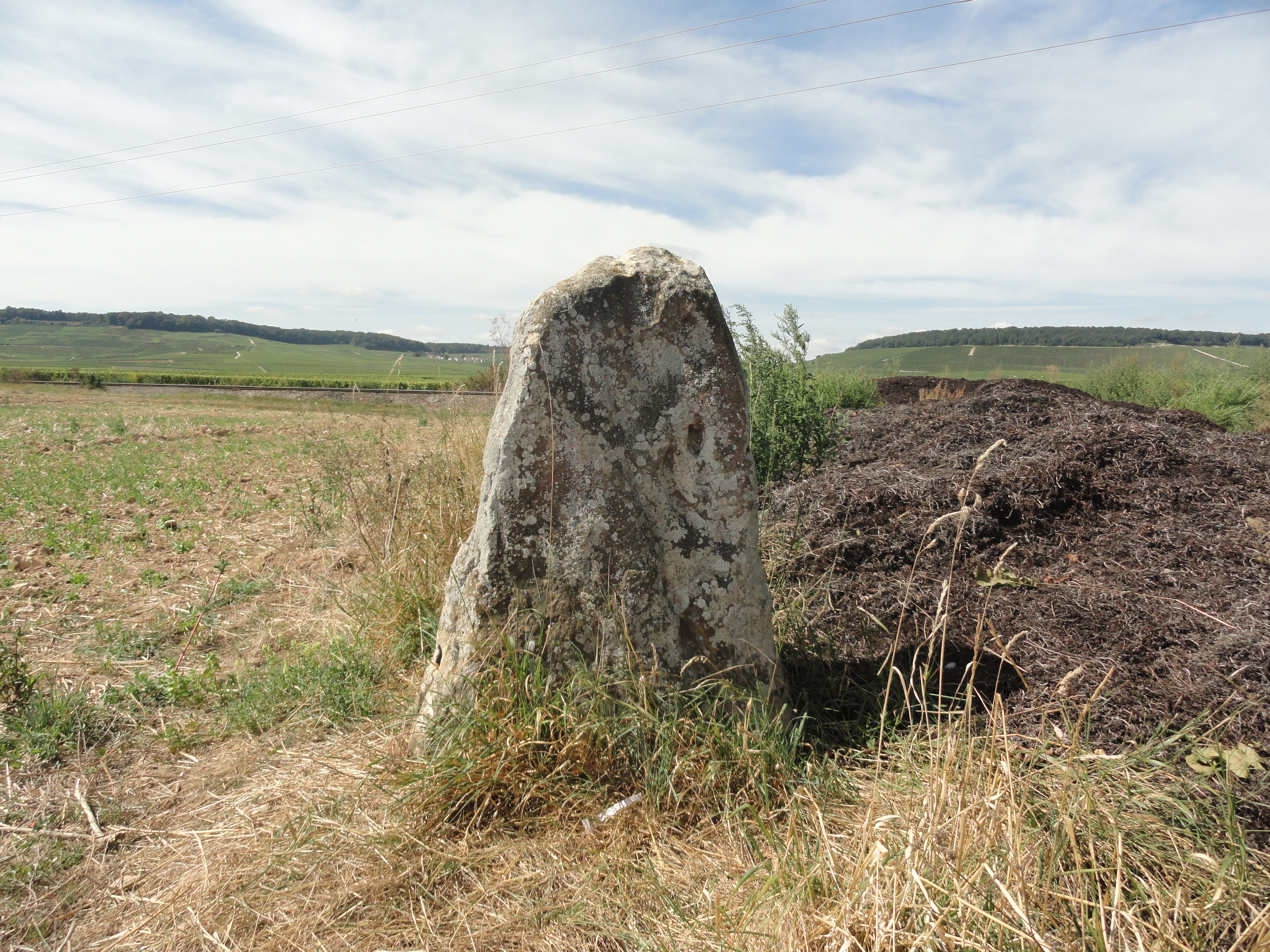
Le menhir de Haute-Borne.
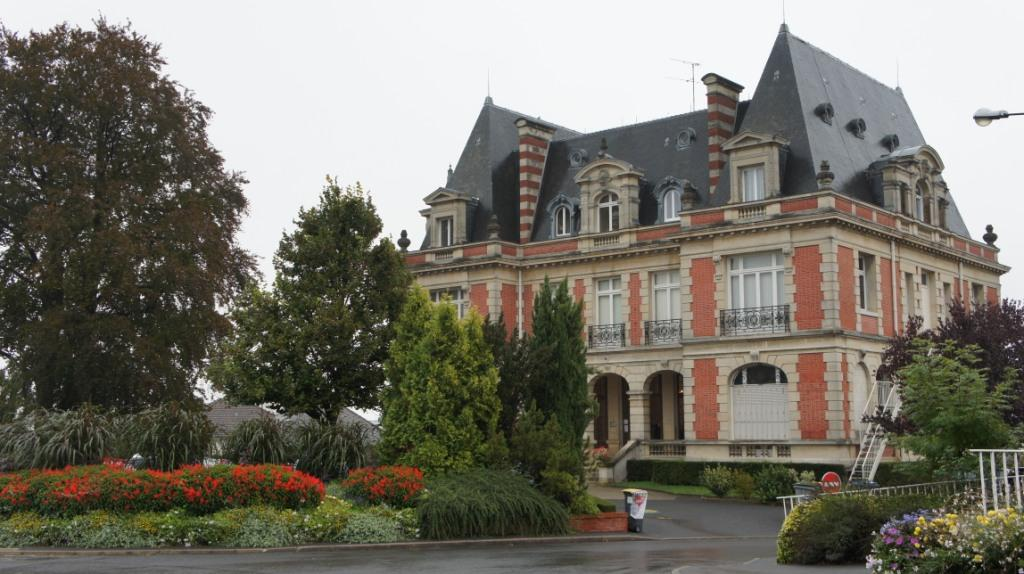
Le château Desbordes.
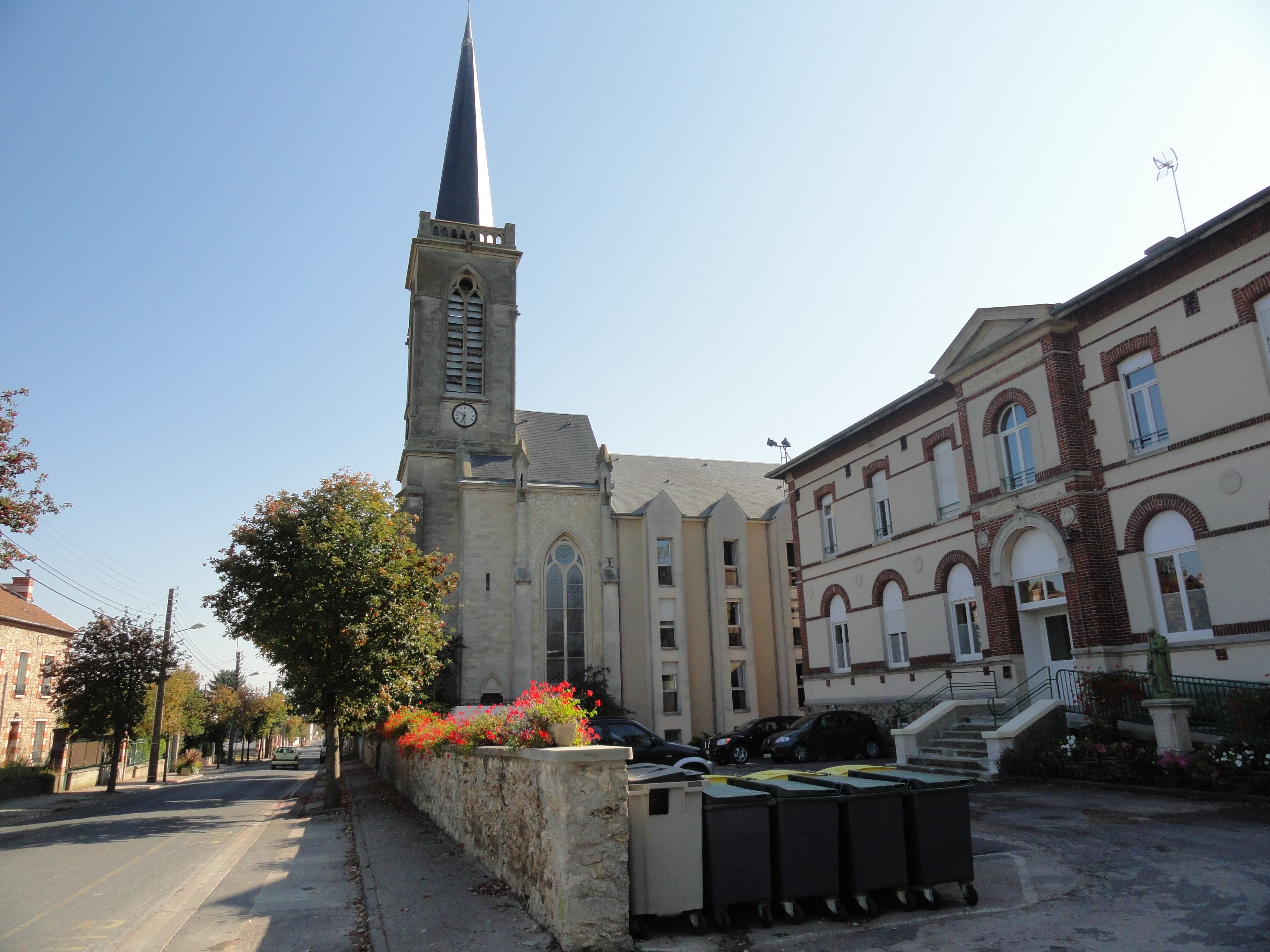
La chapelle de l'ancien hôpital.
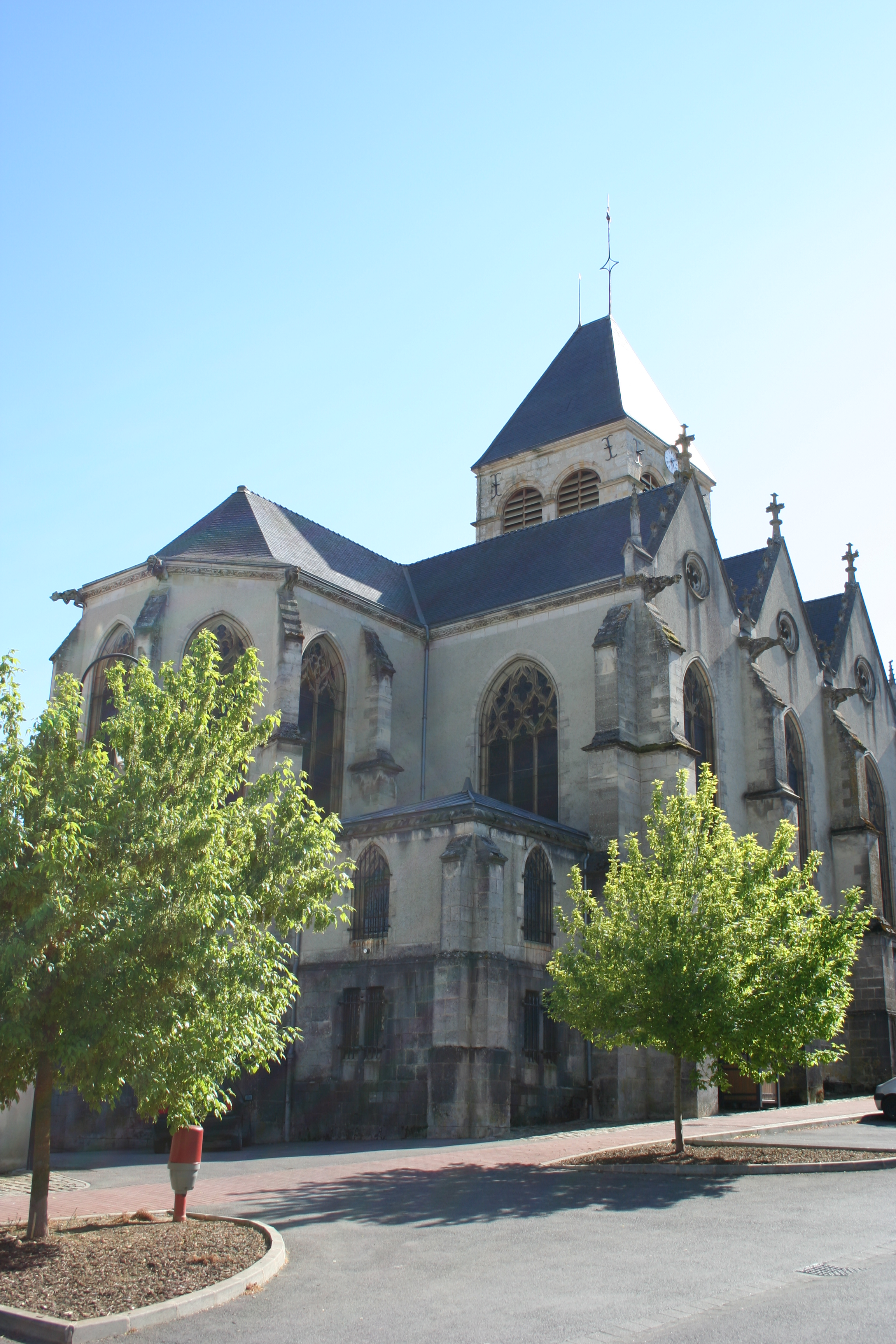
L'église Saint-Nicolas.

### Héraldique
| Blason de Avize | Blason  | D'azur, au cep de vigne d'or terrassé de sinople, fruité d'argent.[réf. nécessaire] Devise / CriToujours m'avize.                                                                                          |
| Blason de Avize | Détails | * Ces armes emploient le terme « cousu » dans le seul but de contrevenir à la règle de contrariété des couleurs : elles sont fautives (sinople sur azur). Le statut officiel du blason reste à déterminer. |
| Blason de Avize | Alias   | D'azur au cep de vigne fruité de trois pièces et accolé à son échalas, le tout d'or terrassé d'argent |

### Avize dans les arts et la culture
Avize est cité dans le poème d’Aragon, Le conscrit des cent villages, écrit comme acte de résistance intellectuelle de manière clandestine au printemps 1943, pendant la Seconde Guerre mondiale.

### Personnalités liées à la commune
- Henri Carré, vétérinaire, né à Avize en 1870.
- Hugues Delorme, homme de lettres et journaliste, né à Avize en 1868.
- Ernest Vallé, homme politique, né à Avize en 1845.
- Auguste Mathieu, homme politique, né à Avize en 1814.
- Pierre Callot, maire et conseiller général, né à Avize en 1925, décédé à Avize en 2020.[https://www.lunion.fr/id154256/article/2020-06-02/lancien-elu-avizois-pierre-callot-nest-plus]

## Pour approfondir